# Bloodline (bande dessinée)
Pour les articles homonymes, voir Bloodline.
Bloodline est une série de bande dessinée française scénarisée par Ange et illustrée par Alberto Varanda (tomes 1 à 4) et Louis-Xavier Valton (tome 4). Initialement en noir et blanc, la série a été republiée en couleurs avec Stew Patrikian (tomes 1 à 3) et Delphine Rieu (tome 4) comme coloristes, toujours chez Vents d'Ouest.
La série a été également prépubliée dans le mensuel Gotham à partir de février 1996 (no 5).
Il s'agit d'une continuation d’une série inachevée intitulée Les Héritiers, du même scénariste chez le même éditeur, dessinée par Erik Juszezak.

## Albums
- Bloodline, Vents d'Ouest, coll. « Global », 1996  (ISBN 2-86967-506-2).
- Bloodline, Vents d'Ouest :

1. Lune rouge, 1997  (ISBN 2-86967-640-9)[3].
2. La Traque, 1998  (ISBN 2-86967-641-7).
3. Passé recomposé, 1998  (ISBN 2-86967-713-8).
4. Entre les mondes, 2002  (ISBN 2-86967-713-8).

Les deux premiers volumes ainsi qu’une partie du 3e ont initialement été publiés en un seul album noir et blanc en 1996.

### Documentation
- Jean-Pierre Fuéri, « Bloodline : Entre les lignes », BoDoï, no 46,‎ novembre 2001, p. 18.